# Albert Kasimir av Sachsen-Teschen
Albert Kasimir av Sachsen-Teschen, född 11 juli 1738, död 10 februari 1822, var regent i Ungern 1766-1780 och nuvarande Belgien 1780-1793. 
Albert Kasimir var son till kung August III av Polen och hans hustru Maria Josefa av Österrike. Han erhöll genom sin gemål, Maria Kristina av Österrike, kejsar Frans I och Maria Teresias dotter, furstendömet Teschen. Han var 1765-1780 ståthållare i Ungern, 1780-1790 generalståthållare i Österrikiska Nederländerna. I kriget mot Frankrike förde han 1792 befäl över den kejserliga armén men blev slagen vid Jemappes. 
Över sin gemål som avled 1798 lät han i Augustinerkyrkan i Wien uppföra ett berömt gravmonument av Antonio Canova. Hans dyrbara samling av äldre handteckningar och kopparstick (kallad Albertina) finns i Wien.